# 錫達布拉夫 (密西西比州)
錫達布拉夫（英語：Cedar Bluff）是位於美國密西西比州克萊縣的非建制地區。

## 歷史
錫達布拉夫的郵局自1845年營運至今。

## 地理
錫達布拉夫所處的海拔為高於海平面81米（即266英呎），而該地所採用的時區為UTC-6，即北美中部時區（CST）。同時該地設有夏令時間，為UTC-6調快一小時，即UTC-5（CDT）。